# Fluchtbewegung
Als Fluchtbewegung, auch Flüchtlingsstrom, wird eine größere Anzahl von Personen bezeichnet, die aufgrund ähnlicher Umstände, insbesondere Krieg, religiöser, rassischer oder politischer Verfolgung, Naturkatastrophen, wirtschaftlicher Not oder anderer Gründe, freiwillig oder unfreiwillig, ihren Wohnort verlassen (Flucht). Große Fluchtbewegungen zumeist als Folge von Kriegshandlungen sind seit der Antike (Völkerwanderung, Kimbernkriege usw.) belegt. Dieser Artikel betrachtet lediglich Fluchtbewegungen seit dem Zweiten Weltkrieg.

## Ursachen

### Krieg, Hunger, Gewalt
Kriege, Bürgerkriege, Vertreibung, Verfolgung von Minderheiten (religiöse und ideologische Intoleranz) sowie Hungersnöte waren seit jeher die wesentlichen Gründe für die Flucht von Menschen.
In ihrem Jahresbericht 2014/2015 wies Amnesty International für das Jahr 2014 auf „Millionen von Menschen, die unter der Bedrohung durch Entführungen, Folter, sexualisierte Gewalt, Anschläge, Artilleriefeuer und Bomben auf Wohngebiete leben mussten“ und wies eindringlich darauf hin, dass sich die Natur vieler bewaffneter Konflikte verändert habe: Zunehmend gingen bewaffnete Gruppen, Milizen und Terrororganisationen gegen Zivilisten vor.

### Naturkatastrophen, Umweltflucht
Auch nach Naturkatastrophen kommt es zu größeren Fluchtbewegungen (Umweltflucht). Ferner verschärfen Klimaveränderungen, sich wiederholende und verschärfende Extremwetterlagen auch im Zuge des weltweiten Klimawandels bestehende Konflikte und verursachen neue bzw. verstärken bestehende Fluchtbewegungen. Als Ursachen sind z. B. zu nennen: Wüstenbildung und zunehmende Dürre in der Landwirtschaft, Trinkwasserknappheit, starke tropische Wirbelstürme und extreme Regenmengen, steigender Meeresspiegel mit der Überflutung niedrig gelegener Landgebiete.
Die Anzahl der durch Naturkatastrophen in-die-Flucht-Getriebenen wird von der Internationalen Organisation für Migration (IOM) für 2010 weltweit auf 42 Mio. Menschen geschätzt, eine Zahl, welche gegenüber den Vorjahren deutlich angestiegen ist.

## Beispiele für Fluchtbewegungen der letzten 100 Jahre

### 20. Jahrhundert
- 1933 bis ca. 1941: Emigration bzw. Flucht von 280.000 Juden[4] sowie von politisch oder rassisch Verfolgten aus dem Deutschen Reich in der Zeit des Nationalsozialismus.
- 1939 bis 1950: Infolge des Zweiten Weltkrieges waren 30 Mio. Menschen, davon 12,5 Mio. Deutsche, auf der Flucht oder wurden aus ihrer Heimat vertrieben.
- 1947: Nach der Teilung Indiens 1947 waren etwa 20 Millionen Menschen auf der Flucht.
- 1948: Als der Staat Israel seine Unabhängigkeit erlangte, waren 700.000[5] arabische Palästinenser aus dem früheren britischen Mandatsgebiet Palästina vertrieben worden (siehe Nakba).
- 850.000 Juden hauptsächlich misrachischer und sefardischer Herkunft flohen aus arabischen und islamisch geprägten Ländern von 1948 bis in die 1970er Jahre (siehe jüdische Nakba). Jahrhunderte alte Gemeinden wurden ausgelöscht.
- 1959: Die Besetzung Tibets durch China führte dazu, dass bis zu 150.000 Tibeter in andere Länder (v. a. Indien) flüchten mussten.
- 1960: Eine Million europäischstämmige enteignete Flüchtlinge als Folge des Algerienkriegs.[6]
- 1968: Nach dem Prager Frühling und der Besetzung der Tschechoslowakei durch die Truppen der Staaten des Warschauer Paktes flüchteten etwa 100.000 bis 200.000 Flüchtlinge nach Österreich bzw. in andere Länder des Westens oder kehrten nicht von Auslandsaufenthalten in ihre Heimat zurück.[7][8]
- 1971: Während des Bangladesch-Krieges waren etwa 40 Millionen Menschen auf der Flucht.
- 1955 bis 1975: Der Vietnamkrieg löste große Flüchtlingsbewegungen aus, in Südvietnam ca. 6 Mio. Flüchtlinge.
- 1979: Der Einmarsch sowjetischer Truppen in Afghanistan, der Sowjetisch-Afghanische Krieg (1979 bis 1989) führte dazu, dass 3 Mio. Menschen nach Pakistan und in den Iran flüchteten.
- 1984/1985: Durch eine in mehreren Ländern der Sahelzone und Äthiopiens herrschende Hungersnot kam es zu Flucht und Umsiedlung hunderttausender Menschen.
- 1989–1999: Während des Kaschmir-Konfliktes in den 1990er Jahren waren etwa 300.000 bis 700.000 kaschmirische Pandits auf der Flucht.
- 1991–1999: Ethnische Konflikte im ehemaligen Jugoslawien lösten die Jugoslawienkriege aus: Slowenien (1991), Kroatienkrieg (1991–1995), Bosnienkrieg (1992–1995) und den Kosovokrieg (1999) und trieben Millionen Menschen in die Flucht.
- 1991: Kurden aus dem Irak flohen vor irakischen Angriffen in den Iran (1,5 Mio. Menschen), die Türkei schloss die Grenzen.
- 1994: Bürgerkrieg und Völkermord in Ruanda lösten die Flucht von 2 Mio. Ruander in die Nachbarländer aus.

### 21. Jahrhundert
- 2001: Der Afghanische Bürgerkrieg (1989 bis 2001), der nach Abzug der sowjetischen Truppen aus Afghanistan ausbrach, löste die Flucht von 7 Mio. Afghanen aus, vor allem in die benachbarten Länder Pakistan und Iran.
- 2003: Aufgrund des Krieges („Dritter Golfkrieg“) flüchteten 2 Mio. Iraker aus ihrem Land.
- 2005: Durch Zwangsräumung des Armenviertels nahe der Hauptstadt von Simbabwe wurden 2 Mio. Menschen vertrieben.
- Bis 2009: 2,9 Mio. Iraker waren auf der Flucht vor Bürgerkrieg und Terror, davon 1,6 Mio. Binnenflüchtlinge im Irak.
- Bis 2009: 200 000 Tamilen flüchteten vor dem Bürgerkrieg in Sri Lanka.
- 2010: Von der Überschwemmungskatastrophe in Pakistan waren 14 Millionen Menschen betroffen, von denen mindestens 6 bis 7 Mio. unmittelbar humanitäre Hilfe benötigten; Tausende wurden zu Umweltflüchtlingen.[9]
- 2009–2015: Tausende Christen und Hindus flüchten jährlich aus Pakistan. Religiöse Minderheiten werden in Pakistan von Islamisten verfolgt und umgebracht, oder unter Vorwürfen der Blasphemie eingesperrt. Über 1000 Mädchen von Christen und Hindus werden jährlich entführt und dann zwangsbekehrt und zwangsverheiratet. Auch gibt es immer wieder Anschläge auf Kirchen und die heiligen Stätten der Ahmadis, Sufis und Shiiten durch radikale Sunni-Islamisten.
- Seit 2011 sind im Rahmen des syrischen Bürgerkrieges mehrere Millionen Flüchtlinge aus Syrien geflüchtet. Andere flüchteten wegen der Irakkrise aus dem Irak. Aufnahmeländer sind vorwiegend die Nachbarstaaten und die Staaten der Europäischen Union. Insgesamt sind mehr als 13 Millionen Menschen aus Syrien oder dem Irak geflohen oder aber innerhalb ihrer Landesgrenzen vertrieben worden. Mit Stand vom Februar 2022 befinden sich weiterhin 5,6 Millionen syrische oder irakische Flüchtlinge in den Nachbarländern in der Region, vor allem in der Türkei, 6,7 Millionen sind innerhalb ihres Landes vertrieben und 0,45 Millionen Menschen sind zurückgekehrt (130.000 Flüchtlinge aus dem Ausland und 320.000 Binnenflüchtlinge).[10]
- Nach dem Amtsantritt von Präsident Nicolás Maduro im Jahr 2013 rutscht die Wirtschaft Venezuelas stark ab. Angesichts der wirtschaftlichen Krise Venezuelas, der zunehmenden Gewalt und der fehlenden Hoffnung auf einen politischen Wandel verlassen mehr und mehr Menschen das Land. Mit Stand von 2022 sind es sechs Millionen Menschen; 1,8 Millionen von ihnen sind im Nachbarland Kolumbien.[11][12]
- Nach dem 24. Februar 2022 kam es nach dem russischen Überfall auf die Ukraine zur Flucht bzw. Ausreise vom mehreren Millionen Menschen aus der Ukraine. Mit Stand vom 1. Juni 2022 waren es fast 7 Millionen Menschen.[13] Es handelte sich vorwiegend um Frauen und Kinder, da Männer von 18 bis 60 Jahren nicht ausreisen dürfen. Die EU erklärte sich bereit, unbegrenzt Flüchtlinge aus der Ukraine aufzunehmen und Bürgern von Drittstaaten zu helfen, in ihre Heimatländer zurückzukehren.[14] Mehr als 2,1 Millionen Einreisen ukrainischer Staatsangehöriger in die Ukraine wurden in dieser Zeit gezählt, wobei hin- und herpendelnde Menschen mehrfach gezählt sind.[13] Das UN-Flüchtlingshilfswerk UNHCR beschrieb Anfang 2023 „das Ausmaß und die Geschwindigkeit“ als „ohne Beispiel in der Geschichte von Flucht und Vertreibung seit dem Zweiten Weltkrieg“. Insgesamt seien mehr als 7,9 Millionen Menschen sind aus dem Land geflohen und 5,9 Millionen innerhalb der Ukraine vertrieben.[15]
- Zum 1. November 2023 endete die Ausreisefrist für etwa 1,7 Millionen Afghanen ohne Aufenthaltsrecht, denen pakistanische Behörden die Abschiebung angekündigt hatte. Darunter sind 600.000 Afghanen, die nach dem Vormarsch der Taliban in Afghanistan 2021 nach Pakistan flüchteten, aber auch Menschen, die seit Jahrzehnten in Pakistan lebten. Als Grund für die Ausweisungen nannte die Regierung eine Verschlechterung der Sicherheitslage in der Grenzregion.[16]
- Im April 2023 begann der Krieg im Sudan, und laut UNHCR wurden innerhalb von zwei Jahren 12,7 Millionen Menschen vertrieben. Die meisten von ihnen – fast 8,6 Millionen Menschen – sind Binnenflüchtlinge.[17]

## Aktuelle weltweite Fluchtbewegungen
| \| Jahr \| Flüchtlinge \| davon Binnen- flüchtlinge \| \| ------------ \| ----------- \| ------------------------- \| \| 2012[18] \| 045,2 Mio. \| 28,8 Mio. \| \| 2014[19][20] \| 059,9 Mio. \| 38,2 Mio. \| \| 2016[21] \| 065,6 Mio. \| 40,3 Mio. \| \| 2018[22] \| 070,8 Mio. \| 41,3 Mio. \| \| \| \| \| \| 2022[23] \| 108,4 Mio. \| 62,5 Mio. \| |             |                           |
| Stand jeweils am Ende des Jahres nach UNHCR-Angaben zitiert. |             |                           |
| Jahr | Flüchtlinge | davon Binnen- flüchtlinge |
| 2012 | 045,2 Mio.  | 28,8 Mio.                 |
| 2014 | 059,9 Mio.  | 38,2 Mio.                 |
| 2016 | 065,6 Mio.  | 40,3 Mio.                 |
| 2018 | 070,8 Mio.  | 41,3 Mio.                 |
| |             |                           |
| 2022 | 108,4 Mio.  | 62,5 Mio.                 |

Der größte Anteil der Flüchtlinge sind seit langem Binnenvertriebene (innerhalb des eigenen Landes vertriebene Menschen).
Ende 2018 waren insgesamt mehr als 70 Millionen Menschen auf der Flucht – die höchste erfasste Zahl seit dem Zweiten Weltkrieg. Bis Ende 2022 stieg die Zahl stetig weiter auf fast 110 Millionen.

### Binnenvertriebene
Die Länder mit der größten Zahl Vertriebener im eigenen Land waren laut dem UNHCR Jahresbericht von 2014 (Stand: Ende 2014) Syrien (7,6 Millionen), Kolumbien (6 Millionen) und der Irak (3,6 Millionen).
Die Länder mit den größten Anteilen Vertriebener im eigenen Land von 2009 waren Kolumbien (3.304.000), Dem. Rep. Kongo (2.052.700), Pakistan (1.894.600), Irak (1.552.000), Somalia (1.550.000) und Sudan (1.034.100).

### Aufnahmeländer
Laut einem Bericht von Amnesty International vom Oktober 2016, der sich auf Daten der Vereinten Nationen stützte, gab es insgesamt 21 Millionen Flüchtlingen weltweit, von denen 56 % von zehn direkt an Konfliktgebiete angrenzenden Ländern aufgenommen wurden: von Jordanien (2,7 Millionen), der Türkei (2,5 Millionen), Pakistan (1,6 Millionen), dem Libanon (mehr als 1,5 Millionen), dem Iran, Äthiopien, Kenia, Uganda, der Demokratischen Republik Kongo und dem Tschad.
Ende 2017 befand sich laut dem UNHCR-Bericht „Global Trends“ die höchste Zahl der unter dem UNHCR-Mandat aufgenommenen anerkannten Flüchtlinge in der Türkei (3.480.348), gefolgt von Pakistan (1.393.143), Uganda (1.350.504), Libanon (998.890), Iran (979.435), Deutschland (970.365), Bangladesch (932.216), Sudan (906.599), Äthiopien (889.412), Jordanien (691.023). Mit über 12,5 Millionen Flüchtlingen beherbergten diese zehn Staaten insgesamt etwa 63 % der unter dem UNHCR-Mandat aufgenommenen anerkannten Flüchtlinge.
Ende 2018 waren laut dem UNHCR-Bericht „Global Trends“ weltweit 20.117.541 Flüchtlinge gemeldet (Binnenflüchtlinge nicht mitgezählt), die fünf größten Aufnahmeländer waren die Türkei (3.681.685), Pakistan (1.404.019), Uganda (1.165.653), Sudan (1.078.287) und Deutschland (1.063.837). Die Türkei war zum fünften Jahr in Folge das Land mit der größten Zahl aufgenommener Flüchtlinge.

#### EU-Staaten
Die größten Fluchtrouten in die EU sind Stand 2023 die Mittelmeer-Route, die Balkan-Route und die Belarus-Route.

## „Flüchtlingsstrom“
Umgangssprachlich und als politisches Schlagwort wird häufig die Metapher des „Flüchtlingsstroms“ verwendet. Unbildlich gesprochen bewegen sich Menschen und sind dabei von der Absicht geleitet, von A wegzukommen und nach B zu gelangen; sie „strömen“ oder „fließen“ nicht (anders als Wasser, das keine Absichten verfolgt, sondern ausschließlich auf von außen einwirkende Kräfte reagiert). Wenn ein Einzelner nicht „strömt“, dann „strömen“ viele Einzelne ebenfalls nicht. Die der Natur entnommenen Metaphern „Strom/Flut“, „Drama“ und „Erdbeben“ als Beschreibung des Verhaltens Flüchtender lösen nach Ansicht von Kritikern der Begriffe zwei unangemessene Gedanken aus: „Erstens hat die Katastrophe scheinbar keinen Urheber. Zumindest keinen, der erreichbar ist und auf E-Mails antwortet. Und zweitens: Flüchtlinge sind höheren Mächten ausgeliefert. Da können wir als EU nichts machen. ‚Sorry‘ lautet die Message.“
Nach Lann Hornscheidt von der Humboldt-Universität Berlin wirken solche Katastrophenvergleiche „auf einer unbewussten Ebene“ und lösen in den Menschen Ängste aus.
Auch viele Konservative haben Probleme mit dem Begriff „Flüchtlingsstrom“. Dieser Begriff ist für sie an sich positiv besetzt. Sie denken dabei an die große Zahl von deutschen Flüchtlingen und Vertriebenen, die ihre Heimat im Osten am Ende des Zweiten Weltkriegs bzw. kurz nach Kriegsende verlassen mussten bzw. als Flüchtlinge aus der SBZ oder der DDR verlassen haben, d. h. an zum Teil selbst erlittenes Leid bzw. das Leid von Familienangehörigen. Die betreffenden Personen empfinden zwar Empathie für das kollektive Schicksal vieler Deutscher im 20. Jahrhundert, nicht aber für die Lage der vielen nach Deutschland migrierenden „Fremden“. Deshalb wenden sie auf deren Migration nicht das Wort „Flüchtlingsstrom“ an.